# محاکمه خونتاها
محاکمه خونتاها ( اسپانیایی: Juicio a las Juntas‎) محاکمه قضایی اعضای دولت نظامی دی فاکتو بود که بر آرژانتین در دوران دیکتاتوری فرآیند سازماندهی مجدد ملی (el processo) حکومت می کرد که از سال ۱۹۷۶ تا ۱۹۸۳ به طول انجامید.
این محاکمه سال ۱۹۸۵، تنها نمونه از چنین رویه گسترده ای توسط یک دولت دموکراتیک علیه یک دولت دیکتاتوری سابق همان کشور در آمریکای لاتین تا به امروز است. کسانی که محاکمه شدند عبارتند از: خورخه رافائل ویدلا، امیلیو ادواردو ماسرا، روبرتو ادواردو ویولا، آرماندو لامبروشینی، اورلاندو رامون آگوستی، عمر گرافینا، لئوپولدو گالتیری، خورخه آنایا و باسیلیو لامی دوزو.

## بررسی اجمالی
محاکمه خونتاها در ۲۲ آوریل ۱۹۸۵، در دوران ریاست جمهوری رائول آلفونسین، اولین دولت منتخب پس از احیای دموکراسی در سال ۱۹۸۳، آغاز شد. دادستان های اصلی خولیو سزار استراسرا و دستیارش لوئیس مورنو اوکامپو بودند (که بعدها اولین دادستان ارشد دادگاه کیفری بین المللی شد). این محاکمه به ریاست دادگاهی متشکل از شش قاضی برگزار شد: لئون ارسلانیان، خورخه تورلاسکو، ریکاردو گیل لاودرا، آندرس دالسیو، خورخه والرگا آرائوس، و گیرمو لدسما.
دیکتاتوری مجموعه‌ای متشکل از چندین دولت نظامی تحت چهار حکومت نظامی بود. حکومت چهارم، قبل از دعوت به انتخابات و واگذاری قدرت به مقامات دموکراتیک، قانون عفو خود را در ۱۸ آوریل ۱۹۸۳ وضع کرد و همچنین فرمان محرمانه ای را صادر کرد که دستور از بین بردن سوابق و سایر شواهد جنایات گذشته‌شان را صادر نمود.

### آماده سازی
رییس جمهور آلفونسین سه روز پس از تحلیف خود، در ۱۳ دسامبر ۱۹۸۳، فرمان شماره ۱۵۸ را برای شروع قانونی رسیدگی  به پرونده قضایی ۹ افسر نظامی سه حکومت اول، اما نه افسر چهارم (که توسط ژنرال رینالدو بیگنون اداره می شد) صادر نمود. کمیسیون ملی ناپدید شدن افراد دو روز بعد برای جمع آوری شهادت هزاران شاهد ایجاد شد و ۸۹۶۰ مورد ناپدید شدن اجباری را در ۲۰ سپتامبر ۱۹۸۴ به رئیس جمهور ارائه کرد. پس از امتناع دادگاه نظامی از محاکمه اعضای سابق حکومت نظامی، آلفونسین در ۱۴ اکتبر دادگاه کیفری ملی را برای این منظور تأسیس کرد.

### محاکمه حکومت نظامیان
این محاکمه که رسماً در ۲۲ آوریل ۱۹۸۵ آغاز شد، تا کنون تنها نمونه از چنین رویه گسترده ای توسط یک دولت دموکراتیک علیه یک دولت دیکتاتوری سابق همان کشور در آمریکای لاتین است. این اولین محاکمه بزرگ برای جنایات جنگی از زمان دادگاه نورنبرگ در آلمان پس از جنگ جهانی دوم بود و اولین محاکمه ای بود که توسط یک دادگاه غیرنظامی انجام شد. این سازمان موفق شد جنایات حکومت‌ها را که شامل آدم‌ربایی، شکنجه، ناپدید شدن اجباری و قتل حدود ۸۰۰۰ تا ۹۰۰۰ نفر در جریان آنچه جنگ کثیف علیه مخالفان سیاسی نامیده می‌شود، تحت تعقیب قرار دهد. مخالفت با محاکمه تا حد زیادی محدود به اظهارنظرهای انتقادی سیاستمداران، وکلا و چهره های رسانه‌ای همسو با دیکتاتوری بود. برخی اعتراضات خشونت آمیز شد: در مرحله صدور حکم دادگاه، ۲۹ تهدید به بمب گذاری به چندین مدرسه بوئنوس آیرس انجام شد و تعدادی بمب در تاسیسات کلیدی دولتی از جمله وزارت دفاع منفجر شد. در ۲۵ اکتبر، رئیس جمهور آلفونسین وضعیت فوق العاده ۶۰ روزه اعلام کرد.
دادستان ها ۷۰۹ پرونده را ارائه کردند که ۲۸۰ مورد رسیدگی شد. در مرحله بازجویی متقابل که تا ۱۴ اوت ادامه داشت، در مجموع ۸۳۳ شاهد شهادت دادند. شاهدان شامل رئیس جمهور سابق الخاندرو لانوس، نویسنده خورخه لوئیس بورخس، استلا بارنز د کارلوتو، رئیس مادربزرگ های میدان مایو پابلو دیاز بازمانده «شب مدادها». پاتریشیا ام. دریان، دستیار وزیر امور خارجه در امور حقوق بشر در دولت کارتر؛ حقوقدان هلندی تئو ون بوون و انسان شناس معروف پزشکی قانونی کلاید اسنو بودند.
سخنان پایانی در ۱۸ سپتامبر شنیده شد. دادستان کل استراسا در پایان اعلام کرد:
من  در پایان اتهام‌نامه‌ام از جمله‌ای که متعلق به من نیست بلکه متعلق به کل مردم آرژانتین می‌باشد استفاده می‌کنم، دیگر هرگز، عالیجناب! (¡Nunca más!) 

### صدور حکم
حکم در ۹ دسامبر قرائت شد: ژنرال خورخه ویدلا و دریاسالار امیلیو ماسرا به حبس ابد ، ژنرال روبرتو ویولا : هفده سال، دریاسالار آرماندو لامبروشینی : هشت سال، ژنرال اورلاندو آگوستی : چهار سال و نیم محکوم شدند.
عمر گرافینیا، لئوپولدو گالتیری، خورخه آنایا و باسیلیو لامی دوزو تبرئه شدند، اگرچه سه نفر اخیر همزمان به دلیل تخلف در انجام جنگ فالکلند در سال ۱۹۸۲ به دست دادگاه نظامی محاکمه شدند. اتهامات علیه ۶۰۰ نفر دیگر در دادگاه مطرح شد، اما این دعاوی با قانون توقف کامل در سال ۱۹۸۶، که شکایت را به کسانی که در عرض ۶۰ روز پس از تصویب این قانون متهم شده بودند، محدود کرد، و قانون اطاعت مقتضی در سال ۱۹۸۷، که عملاً اکثر موارد باقیمانده محاکمه عاملان جنگ کثیف را متوقف کرد، با مشکل مواجه شد.

### عواقب
بین سال‌های ۱۹۸۹ و ۱۹۹۰، رئیس‌جمهور کارلوس منم، افرادی را که محکوم یا محاکمه شده بودند عفو کرد. رئیس جمهور نستور کرشنر در سال ۲۰۰۳ حکم دادگاه عالی آرژانتین مبنی بر اجازه استرداد در پرونده های جنایت علیه بشریت را گرفت و در همان سال کنگره قانون توقف کامل را لغو کرد. در سال ۲۰۰۵ دادگاه عالی حکم داد که قوانین سال ۱۹۸۶ و ۱۹۸۷ که از افسران متهم به جنایات محافظت می کرد، مغایر قانون اساسی است.
در ۶ سپتامبر ۲۰۰۶، قاضی نوربرتو اویارباید حکم داد که عفوهای اعطا شده توسط رئیس جمهور منم خلاف قانون اساسی است. در ۲۵ آوریل ۲۰۰۷، یک دادگاه فدرال عفو رئیس جمهور ویدلا را لغو کرد و محکومیت وی را به دلیل نقض حقوق بشر بازگرداند.
در سال ۲۰۰۶، دولت میگل اچکولاتز را محاکمه کرد، اولین کسی که ۶۰۰ متهم بالقوه تحت تعقیب قرار گرفت. شاهدان و قضات مورد تهدید قرار گرفتند و بلافاصله پس از صدور حکم، خولیو خورخه لوپز ناپدید شد. او که قربانی خشونت دولتی بود و شاهد دادستانی بود، می‌گفتند مرده است و هرگز پیدا نشده است.

#### آرشیوها
نوارهای ویدئویی اصلی این محاکمه از سال ۱۹۸۸ در نروژ بوده است. همه قضات دادگاه در ۲۵ آوریل همان سال با ۱۴۷ نوار سیستم ویدیو خانگی که به منظور ایمن نگه داشتن آنها و اجتناب از هرگونه استفاده تجاری به پارلمان نروژ داده شد، به اسلو سفر کردند. آنها در کنار متن اصلی قانون اساسی نروژ نگهداری می شوند.